# Betula cordifolia
bouleau à feuilles cordées, bouleau cordifolié
Espèce
Synonymes
- Betula alba cordifolia (Regel) Fernald[2]
- Betula alba var. cordifolia (Regel) Regel[3]
- Betula alba (Regel) Regel[4]
- Betula cordifolia Regel[3]
- Betula papyracea var. cordifolia (Regel) Dippel[3]
- Betula papyrifera cordifolia (Regel) Fernald[2]
- Betula papyrifera (Regel) Fernald[4]

Statut de conservation UICN

 LC  : Préoccupation mineure
Betula cordifolia une espèce d'arbres de la famille des Betulaceae. Cette espèce de bouleaux est originaire des zones montagneuses de l'est de l'Amérique du Nord.
C'est une espèce cousine du bouleau à papier.

## Synonymes
- Betula alba cordifolia (Regel) Fernald[2]
- Betula alba var. cordifolia (Regel) Regel[3]
- Betula alba (Regel) Regel[4]
- Betula cordifolia Regel[3]
- Betula papyracea var. cordifolia (Regel) Dippel[3]
- Betula papyrifera cordifolia (Regel) Fernald[2]
- Betula papyrifera (Regel) Fernald[4]